# Skwer Przyjaźni Polsko-Węgierskiej w Poznaniu
Skwer Przyjaźni Polsko-Węgierskiej – skwer zlokalizowany w centrum Poznania na osiedlu samorządowym Stare Miasto u zbiegu ulic Królowej Jadwigi i Strzeleckiej.
Nazwę nadano 30 września 2014 uchwałą Rady Miasta. Decyzji w tym zakresie przeciwna była Rada Osiedla Stare Miasto, a także radny Mariusz Wiśniewski z Platformy Obywatelskiej.
Na terenie skweru znajduje się plac zabaw dla dzieci, a także mała architektura. Alejki wyłożono kostka betonową. Ze skwerem sąsiaduje Park Tadeusza Mazowieckiego.